# Tłustosz zielarz
Tłustosz zielarz (Eysarcoris aeneus) – gatunek pluskwiaka z podrzędu różnoskrzydłych i rodziny tarczówkowatych. Zamieszkuje niemal całą Palearktykę.

## Taksonomia
Gatunek ten opisany został po raz pierwszy w 1763 roku przez Giovanniego Antonia Scopoliego pod nazwą Cimex aeneus. Jako lokalizację typową wskazano Krainę na terenie współczesnej Słowenii lub Włoch. Gatunkiem typowym rodzaju Eysarcoris wyznaczony został opinią Międzynarodowej Komisji Nomenklatury Zoologicznej z 1954 roku.

## Morfologia
Pluskwiak o dość krępym, w zarysie krótko-owalnym ciele długości od 5 do 6 mm. W ubarwieniu jego przeważa kolor szarożółty lub szarobrązowy, czasem z odcieniem czerwonawym, zawsze z gęstym punktowaniem czarnobrązowego lub czarnego koloru. Na głowie dominuje czerń, często z metalicznym połyskiem zielonym lub fioletowym, jaśniejszy jest tylko środek jej tylnej połowy, a czasem też wierzchołkowe brzegi nadustka i policzków. Policzki są dłuższe od nadustka. Czułki buduje pięć członów, z których trzy pierwsze i nasadowa część czwartego są żółte, a dalsza część członu czwartego i człon piąty czarne. Przedplecze ma przednią krawędź przy głowie lekko, kanciasto wykrojoną. Boczne krawędzie przedplecza są w przedniej połowie wyraźnie dośrodkowo wygięte, a jego boczne kąty są przynajmniej lekko zaostrzone i zawsze wystają poza nasady półpokryw, co odróżnia go od tłustosza śródziemnomorskiego. Ciemne punktowanie w przedniej części przedplecza jest większe niż u tłustosza śródziemnomorskiego. Plamy na przedzie przedplecza są duże, czarne, często zielono lub fioletowo połyskujące. Krótsza od przykrywki półpokryw tarczka ma część nasadową często zaczernioną, zawsze zaopatrzoną w parę dużych, wydłużonych, jasnych wypukłości w kątach bocznych oraz małą, a często też w czarną plamkę u wierzchołka. Półpokrywy mają zakrywki wystające poza szczyt odwłoka, bezbarwne do brązowawych. Na śródpiersiu znajduje się żeberko między odnóżami. Barwa odnóży jest jasna z ciemnym plamkowaniem ud i punktowaniem goleni. Listewka brzeżna odwłoka jest czarna z wąskimi rozjaśnieniami przy zewnętrznych krawędziach segmentów. Spód odwłoka pośrodku jest czarny, a po bokach jasny.

## Biologia i ekologia

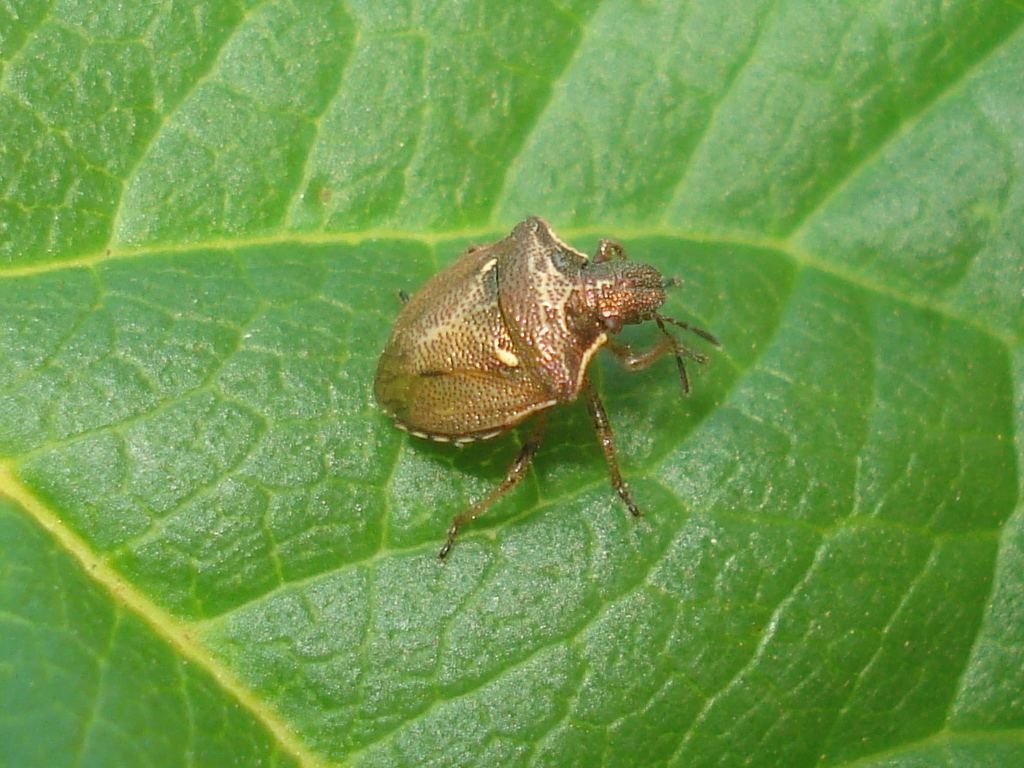
Imago na liściu

Owad ten zasiedla stanowiska od suchych po umiarkowanie wilgotne i od otwartych po półcieniste, w tym pobrzeża lasów, polany, zarośla, ugory, ogrody i przytorza. Jest polifagicznym fitofagiem ssącym soki z zielonych części i niedojrzałych nasion różnych roślin. Młodsze larwy związane są głównie z przedstawicielami rodziny jasnotowatych, ale starsze larwy i osobniki dorosłe żerują także na trawach, kapustowatych, bobowatych, dziurawcowatych i astrowatych.
Aktywne osobniki spotyka się od wczesnej wiosny do późnej jesieni. Okres rozrodczy przypada na maj i czerwiec. Samice składają wówczas jaja na spodniej stronie liści roślin żywicielskich w nieregularnych złożach liczących od 10 do 20 sztuk. Larwy obserwuje się do września, ale już od połowy sierpnia pojawiają się pierwsze osobniki dorosłe nowego pokolenia. Zimowanie odbywa się w stadium dorosłym w osłoniętej glebie.
Do parazytodiów tego pluskwiaka zalicza się Phasia pusilla, muchówka z rodziny rączycowatych.

## Rozprzestrzenienie
Gatunek palearktyczny. W Europie znany jest z Portugalii, Hiszpanii, Wielkiej Brytanii, Francji, Belgii, Holandii, Luksemburga, Niemiec, Szwajcarii, Austrii, Włoch, Danii, Szwecji, Finlandii, Estonii, Łotwy, Litwy, Polski, Czech, Słowacji, Węgier, Białorusi, Ukrainy, Mołdawii, Rumunii, Bułgarii, Słowenii, Chorwacji, Bośni i Hercegowiny, Czarnogóry, Serbii, Albanii, Macedonii Północnej oraz europejskich części Rosji i Turcji. W Afryce Północnej podawany jest z Maroka i Algierii. W Azji notowany jest z Syberii, Rosyjskiego Dalekiego Wschodu, Turcji, Gruzji, Armenii, Azerbejdżanu, Kazachstanu,  Chin, Korei, Japonii i Indii. W Polsce jest owadem pospolitym.